# Annamanum annamana
Annamanum annamana là một loài bọ cánh cứng trong họ Cerambycidae.